# Струц, Василий Никифорович
Струц Василий Никифорович (1900, Кобеляки, Полтавская губерния — 2 сентября 1937, Киев) — советский хозяйственный и партийный деятель. 1-й секретарь Криворожского горкома КП(б) Украины, 1-й секретарь Запорожского горкома КП(б) Украины.

## Биография
Родился в 1900 году в местечке Кобеляки Кобелякского уезда Полтавской губернии в украинской семье кузнеца. Отец рано умер, воспитывался матерью, работавшей подёнщицей. На средства попечительского совета устроен в Кобелякское коммерческое училище. Окончил 5 классов.
С 1917 года работал счетоводом в кредитно-сберегательной кассе, городской управе, банке в местечке Кобеляки. В 1918 году вступил в комсомол и был командирован в Харьков на курсы красных командиров и политработников.
В январе—июле 1920 года — ответственный секретарь Кобелякского уездного совета профсоюзов. Член УКП с 1920 года, член КП(б)У с 1921 года.
Участник Гражданской войны на Южном фронте с мая 1920 года. В июле 1920 — марте 1921 года с частями особого назначения направлен в Крым на фронт с белогвардейцами. Получил тяжёлое ранение при штурме Перекопа и переходе через Сиваш. В госпитале заболел сыпным тифом. В марте—июле 1921 года лечился в Кобеляках. В июле 1921 — январе 1922 года — заместитель председателя Кобеляцкого уездного исполкома, боролся с бандитизмом в уезде. В январе 1921 года после выздоровления вернулся в ряды Красной армии — в политотдел 25-й стрелковой дивизии, где работал секретарём партбюро 74-го стрелкового полка, инструктором агитационно-массового отдела.
В 1922 году переведён в Харьков начальником агитпропа Политотдела специальных войск, через время отозван в Политуправление Украинского военного округа на должность старшего инспектора. В январе—марте 1927 года — на лечении в госпитале. В 1927 году демобилизован и направлен в распоряжение ЦК КП(б)У. В апреле—августе 1927 года — инструктор Главполитпросвета Наркомпроса (Харьков), после чего направлен на укрепление партийной работы на границу с Румынией.
В августе 1927 — январе 1929 года — секретарь Бирзульского райкома КП(б)У Молдавской АССР. В 1929 году отозван на работу в Молдавский обком КП(б)У. В январе 1929 — январе 1931 года — заведующий сельскохозяйственным и организационным отделами. В 1931 году снова отозван в распоряжение ЦК КП(б)У. В январе 1931 — марте 1932 года — ответственный инструктор ЦК КП(б)У.
В марте 1932 — мае 1933 года — заведующий агитационно-массовым отделом Днепропетровского обкома КП(б)У, член бюро Днепропетровского обкома КП(б)У (1932—1935).
С 24 мая 1933 по 8 сентября 1935 года — 1-й секретарь Криворожского горкома КП(б)У. Руководил пуском Криворожского металлургического завода, выведением горной промышленности с кризисного состояния. Уволился по собственному желанию из-за тяжёлого состояния здоровья, после чего 4 месяца был в отпуске на лечении.
С 12 февраля 1935 по 29 марта 1937 года — 1-й секретарь Запорожского горкома КП(б)У.
Делегат 17-го съезда ВКП(б) (1934), 12-го (1934) и 13-го съездов КП(б)У (1937), 8-го Всесоюзного съезда Советов (1936).
В марте—июле 1937 года — заведующий отделом промышленности и транспорта ЦК КП(б)У. На 12-м съезде КП(б)У (1934) — кандидат в члены, на 13-м съезде (3 июня 1937) — член ЦК КП(б)У, кандидат в члены Организационного бюро ЦК КП(б)У. 29—30 августа 1937 года на пленуме ЦК КП(б)У выведен из состава комитета.
1 сентября 1937 года приговорён Военной коллегией Верховного Суда СССР к расстрелу по обвинению в участии в антисоветской организации правых и контрреволюционной Украинской национальной организации.
25 августа 1956 года дело прекращено за отсутствием состава преступления и приговор отменён. Посмертно реабилитирован и восстановлен в партии.

### Семья
Супруга, Наталья Абрамовна (ум. 1987), сын Юрий.